# Daniel da Silva
Daniel da Silva (São Paulo, Brasil, 27 de juliol de 1973) és un futbolista brasiler que el 2002 disputà un partit amb la selecció del Brasil.